# Concattedrale del Sacro Cuore (Houston)
La concattedrale del Sacro Cuore (in inglese: Co-Cathedral of the Sacred Heart) è un luogo di culto cattolico di Houston, nel Texas, concattedrale dell'arcidiocesi di Galveston-Houston.

## Storia
La prefettura apostolica del Texas fu eretta nel 1839 da papa Gregorio XVI ricavandone il territorio dalla diocesi di New Orleans, e fu elevata dapprima a vicariato apostolico nel 1841, poi a diocesi da papa Pio IX nel 1847, con sede nella città di Galveston dove fu costruita la cattedrale di Santa Maria. A causa della notevole crescita della città di Houston, nel 1959 la Santa Sede concesse che fosse dotata di una concattedrale e venne individuata la chiesa del Sacro Cuore di Gesù, situata nel centro del capoluogo, che era stata edificata in stile neogotico tra il 1911 e il 1912.
Agli inizi del XXI secolo si rese necessaria la sostituzione della concattedrale allora esistente, divenuta insufficiente a fronte della comunità cattolica di Houston in continua crescita, con una nuova e più grande. Nell'ottobre 2000 l'arcivescovo Joseph Anthony Fiorenza affidò allo studio Ziegler Cooper Architects il compito di progettare la nuova chiesa, mentre venne individuato come contraente generale la ditta Linbeck Group. Il progetto venne reso pubblico nel maggio 2001 con un costo stimato di 100 milioni di dollari, successivamente ridotti a 49 milioni.
Il 30 gennaio 2005 venne posata la prima pietra della nuova concattedrale alla presenza dell'arcivescovo Fiorenza; i lavori di costruzione ebbero inizio nel maggio dello stesso anno e si protrassero fino al settembre 2007. La chiesa venne aperta al culto e dedicata il 2 aprile 2008 dall'arcivescovo di Galveston-Houston cardinale Daniel DiNardo.

## Descrizione

### Architettura
La concattedrale del Sacro Cuore si trova nell'area centro-meridionale del centro di Houston, nel quartiere degli affari, ed insieme alle sue pertinenze occupa un intero isolato. L'edificio è orientato con l'abside a nord-est ed ha una pianta a croce latina; è in stile postmoderno, frutto della rielaborazione del romanico italiano in una chiave contemporanea che rispecchiasse l'architettura della Houston del XXI secolo.
Le principali misure della chiesa sono le seguenti:
| Parametro             | Misura   |
| --------------------- | -------- |
| Lunghezza             | 70 m     |
| Larghezza             | 58 m     |
| Altezza della navata  | 21 m     |
| Altezza del campanile | 42,67 m  |
| Altezza della cupola  | 35,6 m   |
| Peso della cupola     | 36287 kg |
| Superficie            | 2508 m²  |
| Posti a sedere        | 1820     |

### Esterno

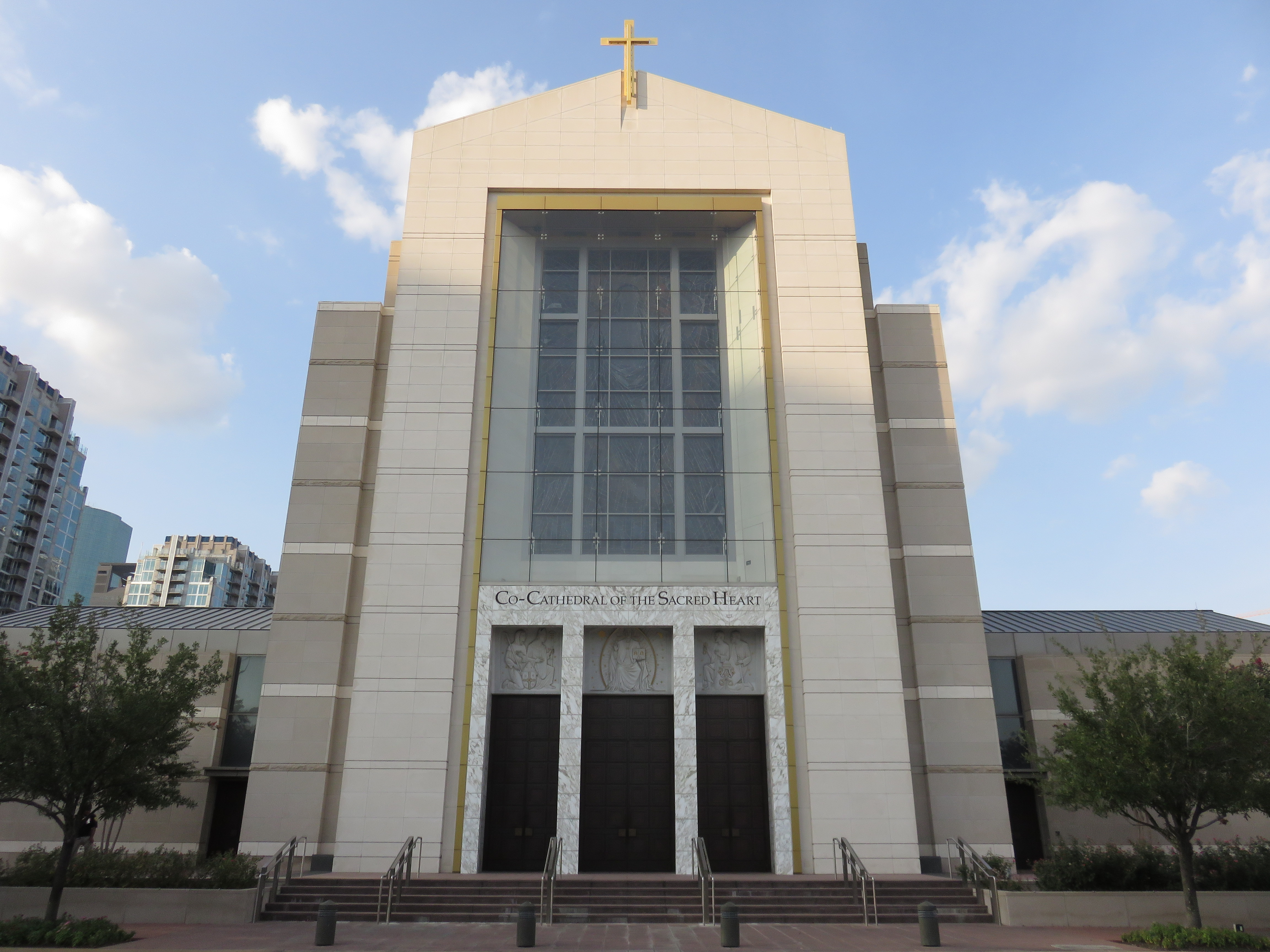
Facciata

Esternamente, la cattedrale è rivestita in pietra calcarea dell'Indiana, con le coperture in lastre di rame. La facciata costituisce un avancorpo e termina, in alto, con un doppio spiovente. In basso vi sono i tre portali, inseriti entro una cornice in marmo Calacatta Oro e sormontati da altrettanti bassorilievi in bianco di Carrara raffiguranti rispettivamente il Sacro Cuore di Gesù (al centro), i Santi Pietro e Paolo (a destra) e Jean-Marie Odin e Antonio Margil, O.F.M. (a sinistra). Nella parte superiore del prospetto si apre un'ampia finestra rettangolare chiusa da una vetrata policroma realizzata dallo studio Mellini di Firenze e raffigurante la Resurrezione di Cristo. In corrispondenza della crociera si eleva la cupola; a pianta circolare, presenta un tamburo movimentato da dodici nicchie poco profonde, al centro di ciascuna delle quali vi è una finestra rettangolare; non c'è lanterna, sostituita da una grande croce in rame dorato.
Alla destra della concattedrale, in posizione isolata, si erge la torre campanaria a base quadrata, alla cui sommità la cella campanaria presenta due ordini di aperture quadrangolari su ogni lato. Essa ospita un carillon di 23 bronzi fusi dalla Royal Eijsbouts Klokkengieterij di Asten (Paesi Bassi), dei quali possono suonare anche a distesa soltanto quelli corrispondenti alle note Do3, Re3, Fa3 e Sol3.

### Interno

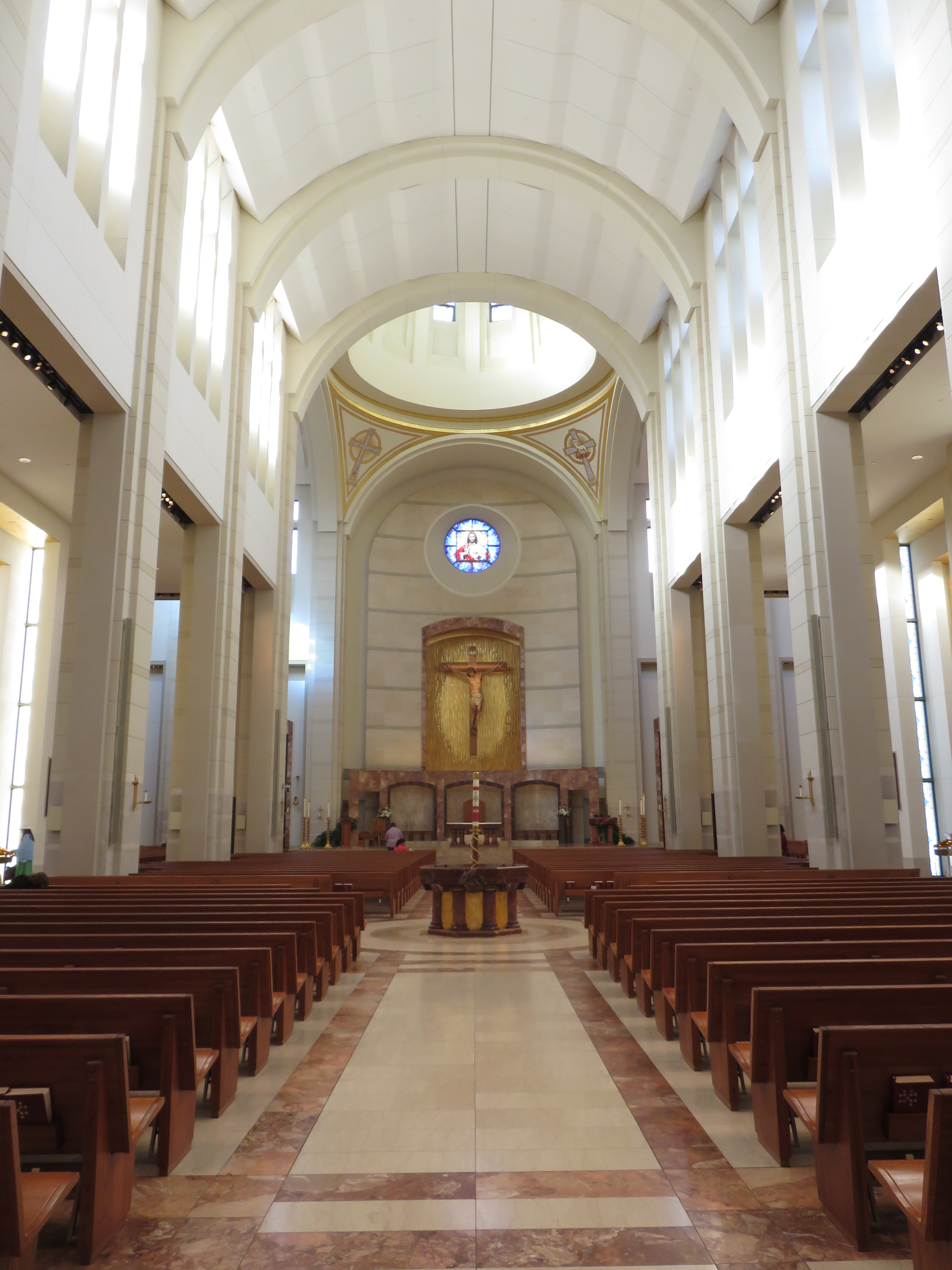
Interno

L'aula, preceduta da un ampio endonartece, si articola in tre navate di cinque campate ciascuna, separate da pilastri poligonali; quella maggiore è, come il transetto, coperta con volta a botte ribassata, mentre le minori, che proseguono anche nella nave trasversa, hanno soffitto piano. Su ogni lato si aprono tre cappelle laterali poco profonde. Il pavimento è in marmo Botticino Classico.
In corrispondenza della navata centrale, oltre la crociera, vi è l'abside, caratterizzata da una curvatura della parete di fondo appena accennata, davanti alla quale si sviluppa il presbiterio sopraelevato, costituito da elementi in diaspro rosso; la cattedra lignea, posta centralmente, e gli stalli dei concelebranti sono inseriti entro tre arcate affiancate, sormontate da una più grande rivestita in legno scolpito e dorato, che ospita il Crocifisso ligneo di Edmund Rabanser. L'altare e l'ambone marmorei, così come il fonte battesimale situato al centro della campata mediana della navata maggiore, sono correlati per forma e materiale, sorretti da robuste colonnine. Alla sinistra dell'abside vi è la cappella del Santissimo Sacramento. Nelle pareti di fondo del transetto si aprono due nicchie poco profonde, ornate in maniera analoga alla nicchia del crocifisso; esse accolgono due grandi statue in marmo di Carrara raffiguranti rispettivamente il Sacro Cuore di Gesù (a sinistra) e la Vergine Immacolata (a destra); le vetrate policrome dei tre rosoni vennero anch'esse realizzate dallo studio Mellini. Internamente, la cupola è decorata al centro da un mosaico raffigurante Colomba e doni dello Spirito Santo; le vetrate del tamburo rappresentano gli Apostoli.

### Organo a canne
Sulla cantoria in controfacciata si trova l'organo a canne Pasi opus 19, costruito nel 2009 e installato all'inizio dell'anno successivo.
Lo strumento dispone di 5499 canne per un totale di 75 registri, dei quali il Clarinette 8' ad ancia libera del primo manuale risale al XIX secolo. Esso si articola in due corpi sonori contrapposti per la presenza della grande vetrata: da un lato vi sono il Gran Choir (primo manuale) e il Pedale; dall'altro il Great (secondo manuale), il Positive (terzo manuale), lo Swell (quarto manuale) e la consolle; quest'ultima è a finestra ed ha quattro tastiere e pedaliera, con i registri azionati da pomelli disposti su più colonne ai lati dei manuali. Il sistema di trasmissione è, per la distanza fra i due corpi, elettronico proporzionale.